# Ranunculus altior
Ranunculus altior är en ranunkelväxtart som beskrevs av George Gunnar Marklund. Ranunculus altior ingår i släktet ranunkler, och familjen ranunkelväxter. Inga underarter finns listade i Catalogue of Life.